# Limonka
Limonka (en russe Лимонка, ce qui signifie la grenade, mais est aussi un jeu de mots faisant référence à Limonov) était un journal écrit en russe. Le journal Limonka était l'organe officiel du Parti national-bolchevique. Son tirage varia entre 5 000 et 10 000 exemplaires. Le premier numéro est sorti en 1994.

## Collaborateurs
- Édouard Limonov
- Zakhar Prilepine
- Alexandre Douguine
- Roman Konoplev